# Женская сборная ветеранов России по кёрлингу
Женская сборная ветеранов России по кёрлингу — национальная женская сборная команда, составленная из игроков возраста 50 лет и старше. Представляет Россию на международных соревнованиях по кёрлингу. Управляющей организацией выступает Федерация кёрлинга России.

## Результаты выступлений

### Чемпионаты мира
| Год     | М              | И              | В              | П              | Состав (скипы выделены шрифтом) | Состав (скипы выделены шрифтом) | Состав (скипы выделены шрифтом) | Состав (скипы выделены шрифтом) | Состав (скипы выделены шрифтом) | Состав (скипы выделены шрифтом) |                |
| Год     | М              | И              | В              | П              | четвёртый                       | третий                          | второй                          | первый                          | запасной                        | тренер                          |                |
| ------- | -------------- | -------------- | -------------- | -------------- | ------------------------------- | ------------------------------- | ------------------------------- | ------------------------------- | ------------------------------- | ------------------------------- | -------------- |
| 2002—09 | не участвовали | не участвовали | не участвовали | не участвовали | не участвовали                  | не участвовали                  | не участвовали                  | не участвовали                  | не участвовали                  | не участвовали                  | не участвовали |
| 2010    | 8              | 7              | 1              | 6              | Татьяна Зайцева                 | Надежда Зяблова                 | Любовь Озерова                  | Лариса Письменова               | Людмила Мурова                  | Ефим Жиделев                    |                |
| 2011    | 9              | 10             | 2              | 8              | Надежда Зяблова                 | Любовь Озерова                  | Людмила Мурова                  | Лариса Письменова               | Наталья Ильенкова               |                                 |                |
| 2012    | 13             | 6              | 1              | 5              | Людмила Мурова                  | Антонина Трефилова              | Наталья Ильенкова               | Лариса Письменова               |                                 |                                 |                |
| 2013    | 14             | 6              | 0              | 6              | Людмила Мурова                  | Антонина Трефилова              | Наталья Ильенкова               | Лариса Письменова               |                                 | Сергей Нарудинов                |                |
| 2014    | 14             | 6              | 0              | 6              | Людмила Мурова                  | Наталья Ильенкова               | Антонина Трефилова              | Лариса Письменова               | Екатерина Приемская             |                                 |                |
| 2015    | 11             | 6              | 1              | 5              | Татьяна Смирнова                | Ирина Колесникова               | Людмила Мурова                  | Наталья Ильенкова               | Екатерина Приемская             | Вадим Раев                      |                |
| 2016    | 9              | 7              | 2              | 5              | Татьяна Смирнова                | Ирина Колесникова               | Наталья Ильенкова               | Людмила Мурова                  | Екатерина Приемская             | Вадим Раев                      |                |
| 2017    | 6              | 9              | 5              | 4              | Татьяна Смирнова                | Ирина Колесникова               | Наталья Ильенкова               | Людмила Мурова                  | Екатерина Приемская             | Вадим Раев                      |                |
| 2018    | 10             | 7              | 3              | 4              | Татьяна Смирнова                | Ирина Колесникова               | Наталья Ильенкова               | Екатерина Приемская             | Людмила Мурова                  | Александр Бадилин               |                |
| 2019    | 11             | 7              | 1              | 6              | Татьяна Смирнова                | Ирина Колесникова               | Наталья Ильенкова               | Екатерина Приемская             | Людмила Мурова                  | Яна Некрасова                   |                |

(данные с сайта результатов и статистики ВФК:)